# Panton Makmur (Jaya)
Panton Makmur is een bestuurslaag in het regentschap Aceh Jaya van de provincie Atjeh, Indonesië. Panton Makmur telt 145 inwoners (volkstelling 2010).